# Aeroportul Regional Cedar City
Aeroportul Regional Cedar City (IATA: CDC, ICAO: KCDC, FAA LID: CDC) este un aeroport din Utah, Statele Unite ale Americii ce deservește zona Cedar City. Aeroportul a fost tranzitat în 2019 de 48.504 pasageri. A fost numit după zona deservită.
Situat la o altitudine de 1.714 m, aeroportul dispune de 2 piste.

## Infrastructură

### Piste
Aeroportul dispune de 2 piste. Pista 02/20 are suprafața de asfalt și dimensiunile 8.650 picioare × 150 picioare. Pista 08/26 are suprafața de asfalt și dimensiunile 4.822 picioare × 60 picioare. 